# François de Nettancourt d'Haussonville de Vaubecourt

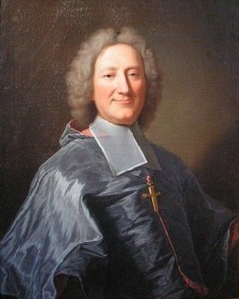
Bisschop François de Nettancourt, portret door Hyacinthe Rigaud (1720)

François Joseph Henri de Nettancourt d'Haussonville de Vaubecourt (Chalons-sur-Marne, 24 april 1659 – Parijs, 17 april 1736) was een Frans abt en bisschop. Hij was tussen 1704 en 1729 bisschop van Montauban.

## Levensloop
Hij werd in 1788 tot priester gewijd. In datzelfde jaar werd hij benoemd tot aalmoezenier van de hofkapel van de Franse koning. In 1691 werd hij commendatair abt van de cisterciënzerabdij van Chassagne. Twee jaar later kwam daar de benedictijnerabdij Saint-Martin d'Ainay (Lyon) bij. In 1703 werd hij door de koning gekozen als nieuwe bisschop van Montauban als opvolger van Henri de Nesmond. Op 30 maart 1704 werd hij in Parijs tot bisschop gewijd en op 2 augustus van dat jaar deed hij zijn intrede in zijn bisdom. In het voorjaar van 1710 liep hij zich opmerken door voedsel en brandhout te laten uitdelen aan de behoeftigen tijdens een voedselschaarste na een strenge winter. Hij overzag verder de bouw van de nieuwe kathedraal, begonnen onder zijn voorgangers. Onder zijn bewind werd de grote sacristie gebouwd. Op theologisch gebied hield hij zich op de vlakte in de strijd van de koning tegen de jansenisten.
In 1729 nam hij ontslag uit zijn bisschopsambt. Hij werd opgevolgd door Michel de Verthamon de Chavagnac. Hij overleed in 1736 in Parijs en werd begraven in de Saint-Paulkerk.